# Vivus!
Vivus! är ett livealbum med det amerikanska death metal-bandet Death, utgivet den 28 februari 2012 av skivbolaget Relapse Records. Albumet består av två tidigare utgivna livealbum från 2001; Live in L.A. (Death & Raw) och Live in Eindhoven '98.

## Låtförteckning
Disc 1 - Live In L.A. – 5 december 1998
1. "Intro / The Philosopher" – 3:52
2. "Spirit Crusher" – 6:26
3. "Trapped in a Corner" – 4:26
4. "Scavenger of Human Sorrow – 6:39
5. "Crystal Mountain" – 4:48
6. "Flesh and the Power It Holds" – 8:01
7. "Zero Tolerance" – 5:01
8. "Zombie Ritual" – 4:42
9. "Suicide Machine" – 4:15
10. "Together as One" – 4:11
11. "Empty Words" – 7:04
12. "Symbolic" – 6:17
13. "Pull the Plug" – 6:23

Disc 2 - Live In Eindhoven – 13 maj 1998
1. "The Philosopher" – 4:21
2. "Trapped in a Corner" – 4:40
3. "Crystal Mountain" – 5:01
4. "Suicide Machine" – 4:19
5. "Together as One" – 4:05
6. "Zero Tolerance" – 4:50
7. "Lack of Comprehension" – 3:46
8. "Flesh and the Power It Holds" – 8:41
9. "Flattening of Emotions" – 4:26
10. "Spirit Crusher" – 6:56
11. "Pull the Plug" – 5:21

## Medverkande
Musiker (Death-medlemmar)
- Chuck Schuldiner – gitarr, sång
- Scott Clendenin – basgitarr
- Shannon Hamm – gitarr
- Richard Christy – trummor

Andra medverkande
- Orion Landau – omslagsdesign
- Jacob Speis – omslagskonst